# Aloe longistyla
Aloe longistyla är en grästrädsväxtart som beskrevs av John Gilbert Baker. Aloe longistyla ingår i släktet Aloe och familjen grästrädsväxter. Inga underarter finns listade i Catalogue of Life.